# Despotovo
Despotovo (cyr. Деспотово) – wieś w Serbii, w Wojwodinie, w okręgu południowobackim, w gminie Bačka Palanka. W 2011 roku liczyła 1853 mieszkańców.